# 知立市立知立南中学校
知立市立知立南中学校（ちりゅうしりつちりゅうみなみちゅうがっこう）は、愛知県知立市新林町にある公立中学校。
生徒数は、621人（2010年度）。大半の生徒の出身小学校は、知立市立知立南小学校、知立市立知立東小学校、知立市立八ツ田小学校である。知立市内の中学校の他の2校（知立市立知立中学校、知立市立竜北中学校）のうち、1番新しい学校。
2学期制の中学校。学区の中に知立団地があり、外国籍生徒も多数在籍している。
2015年から2016年にかけて、大規模改修工事が行われた。

## 沿革
- 1982年（昭和57年） - 開校
- 1996年（平成8年） - 毎日カップ中学校体力テスト全国最優秀賞受賞
- 1998年（平成10年） - 特殊学級・日本語適応学級スタート
- 1999年（平成11年） - 校内適応指導教室「コラソンルーム」整備
- 2003年（平成15年） - 制服の選択（ブレザータイプ）が可能になる
- 2005年（平成17年） - 交通安全優良校全国表彰
- 2006年（平成18年） - 3学期制から2学期制へ移行
- 2008年（平成20年） - 知立南中学校人権宣言制定（生徒会による）
- 2013年（平成25年）- 当時の3年生(卒業生)により、「We Love Nanchu」が作られる。

## 学校行事
- 4月 入学式・始業式・新入生歓迎会・市中学校選手権大会（体育系部活）
- 5月 家庭訪問
- 6月 前期中間テスト
- 7月 刈谷知立地区選手権大会（体育系部活）・夏季休業（～8月31日）
- 8月 学習支援
- 9月  確認テスト 前期期末テスト・体育大会
- 10月 前期終業式・市新人戦大会（体育系部活）・前期終業・後期始業・三者懇談会・芸術鑑賞会・職場体験学習（2年）
- 11月 市小中合同音楽会（吹奏楽部）・文化祭・後期中間テスト・伝統芸能鑑賞（3年）
- 12月 一斉道徳公開授業・人権講演会・三者懇談会（3年）・長距離継走大会・冬季休業
- 1月 書初め大会（1.2年）・後期期末テスト（3年）・確認テスト（1.2年）
- 2月 三者懇談会（3年）・薬物乱用防止教室（2年）・特別支援学級合同学習発表会・後期期末テスト（1.2年）
- 3月 3年生を送る会・卒業式・修了式・学年末休業

5月から6月の間に3泊2日で1年生は「海の学習」2年生は「山の学習」3年生は「修学旅行」などの宿泊行事がある。
2010年度は、体育大会・文化祭は平日行事になった。（土日に開催する大会、高校見学などへの配慮のため。）
また、近年は長距離継走大会も平日に行われるようになった。

## 部活動
体育系部活動は12種類。
野球部・サッカー部・ソフトテニス部・ハンドボール部・ソフトボール部・陸上部・バスケットボール部・バレーボール部・卓球部・剣道部・柔道部・弓道部。
文化系部活動は6種類。
吹奏楽部・和太鼓部・美術部・囲碁、将棋部・煎茶同好会。

## 知立南中学校人権宣言
南中生一人一人が人権に対する意識を高め、友愛の精神を育むためにここに宣言します。
- 一、南中生は、広い心で、みんなを思いやる気持ちをもちます。
- 一、南中生は、平等であり、個人を尊重して一人一人の自由を守ります。
- 一、南中生は、仲間と協力し合い、互いに高め合っていきます。
- 一、南中生は、すべての命をかけがえのないものとして、大切にしていきます。

という、中学校では数少ない人権宣言がある。

## アクセス
JR東刈谷駅から徒歩約20分

## 著名な出身者
- 山本浩司（社会人野球選手・指導者）